# Пэтч, Гарри
Генри Джон «Гарри» Пэтч (англ. Henry John «Harry» Patch; 17 июня 1898, Комб-Даун, Сомерсет, Великобритания — 25 июля 2009, Уэллс, Сомерсет, Великобритания) — британский долгожитель, последний ветеран Первой мировой войны, проживавший в Великобритании, и последний ветеран, переживший окопы Первой мировой войны. До момента смерти являлся самым пожилым мужчиной, живущим в Европе, и третьим — в мире.

## Биография
Генри Джон Пэтч родился в деревне Комб-Даун в английском графстве Сомерсет. В переписи 1901 года он в двухлетнем возрасте был учтён вместе с семьёй (отцом — каменщиком Уильямом, матерью — Элизабет, старшими братьями — Джорджем и Уильямом), проживавшей в доме «Фонтхилл». До Первой мировой войны он работал учеником сантехника в Бате (Сомерсет).
В 1913 году он оставил школу. В октябре 1916 года он был приписан в звании рядового в лёгкую пехоту графства Корнуолл, служил помощником стрелка из пулемёта Lewis. В июне 1917 года Пэтч с другими солдатами прибыл во Францию. Во время пребывания там он принял участие в битве при Пашендейле. Во время этой битвы 22 сентября 1917 года в 22:30 он был ранен в пах, после разрыва снаряда, который убил трёх его товарищей. После ранения он покинул фронтовую линию, а 23 декабря 1917 года — вернулся в Англию.
После войны Пэтч вернулся к работе сантехником, в течение четырёх лет он участвовал в строительстве мемориальной башни Уиллс в Бристоле. Во время Второй мировой войны, когда из-за возраста он не мог участвовать в сражениях, Пэтч работал пожарным.
В 1918 году Гарри Пэтч женился на Аде Биллингтон, которая умерла в 1976 году. От этого брака у них было двое сыновей — Деннис и Рой — которые скончались раньше Гарри Пэтча. В возрасте 81 года он женился второй раз — на Джин, которая умерла в 2004 году. Его третья жена, Дорис, которая проживала в том же доме престарелых, что и он, скончалась в 2008 году.
Последние годы своей жизни Гарри Пэтч провёл в доме престарелых Флэтчер-хаус, где и скончался 25 июля 2009 года, прожив 111 лет 1 месяц, 1 неделю и 1 день.

## Награды
- Британская военная медаль.
- Медаль Победы (Великобритания).
- en:Defence Medal. Медаль была вручена Гарри Пэтчу после окончания Второй мировой войны, однако, так как она была утеряна, 20 сентября 2008 года ему была вручена новая[8].
- en:National Service Medal (United Kingdom).
- Орден Почётного легиона (Франция). Орден был присвоен Пэтчу президентом Франции в 1998 году и вручен в день 101-летия ветерана.
- Орден Леопольда I (Бельгия). Орден был присвоен Гарри Пэтчу 7 января 2008 года королём Бельгии Альбертом II. Награда была вручена Пэтчу бельгийским послом Жаном-Мишелем Вераннеманом де Ватервлье в резиденции посла в Лондоне 22 сентября 2008 года (по прошествии 91 года со дня его ранения).

## Память
Генри Пэтчу посвящена песня известной британской группы Radiohead Harry Patch (In Memory Of).